# Valle de Virú

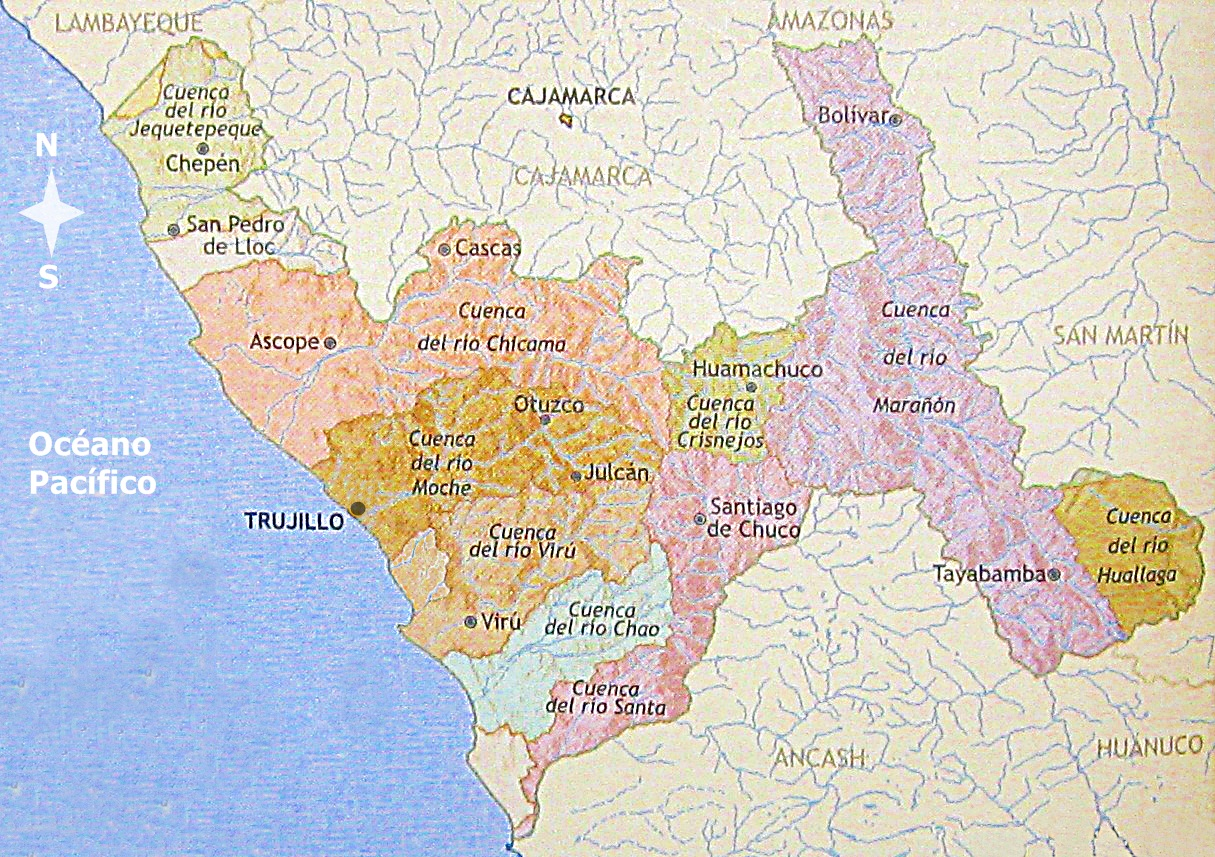
El valle Virú se ubica al sur del Valle de Moche en la Región La Libertad

El valle Virú es una extensa área de la región La Libertad, se ubica en la zona norte peruana. Este valle se encuentra irrigado en gran parte por el río Virú. Ha constituido un valle  agrícola desde la época precolombina y en la actualidad contiene localidades rurales y urbanas. Virú es una ciudad importante de este valle. El valle tiene una historia de gran valor cultural durante el desarrollo de la cultura Virú. Actualmente  el riego de sus tierras es parte del proyecto de irrigación Chavimochic que ha dado lugar a la producción agroindustrial de exportación con la empresa Sociedad Agrícola Virú.

## Historia
En el valle Virú tuvo lugar el desarrollo de la cultura Virú. Según estudios la cultura Virú se habría desarrollado entre el valle Virú y el valle del Santa. En la margen izquierda del río Virú se encuentran sitios arqueológicos como: Castillo de Tomabal,  el Cerrito, San Idelfonso, Pampa de Pur Pur, Guañape y Huaca del Gallinazo. En la margen derecha: Huancaquito, Huancaco, Cerro de Piña, Castillo de Huancaco, huaca Larga, Saraque y Huacapongo.

## Localidades
Algunas localidades del valle son:
- Virú
- Puerto Morín
- Santa Elena
- Tomabal,
- San José
- El Carmelo, etc.

## Productos agrícolas
Algunos de los productos cultivados en el valle son los siguientes:
- Espárragos
- Pimientos
- Alcachofa
- Ciruela
- Sandía,etc.

## Fauna
Como parte de la fauna del valle se encuentran las siguientes especies:
- Ganado vacuno
- Caballo
- Alpaca
- Oveja
- Llama, etc.